# Les Quatre Plumes blanches (roman)
Pour les articles homonymes, voir Les Quatre Plumes blanches.
Les Quatre Plumes blanches (The Four Feathers) est un roman d'aventures et de guerre britannique écrit par A.E.W. Mason, paru en 1902. Il a été adapté sept fois au cinéma et à la télévision (1915-2010).

## Résumé
À la fin du XIXe siècle, en 1882. Quatre jeunes gens sortant d'une école militaire doivent rejoindre leurs unités au Soudan, pendant la guerre des Derviches. L'un d'eux démissionne la veille du départ. Les trois autres, ainsi que sa fiancée, lui remettent chacun une plume blanche, symbole de lâcheté. Il va tout faire pour prouver son courage et leur restituer les plumes blanches.

## Adaptations au cinéma et à la télévision
| Année | Titre                                               | Pays        | Réalisateur                                         | Remarques |
| ----- | --------------------------------------------------- | ----------- | --------------------------------------------------- | --- |
| 1915  | Les Quatre Plumes blanches (Four Feathers)          | États-Unis  | J. Searle Dawley                                    | Film muet en noir et blanc |
| 1921  | Les Quatre Plumes blanches (The Four Feathers)      | Royaume-Uni | René Plaissetty                                     | Film muet en noir et blanc. Roger Livesey apparait dans un rôle mineur.                                                                               |
| 1929  | Les Quatre Plumes blanches (The Four Feathers)      | États-Unis  | Merian C. Cooper Lothar Mendes Ernest B. Schoedsack | Film avec Richard Arlen, Fay Wray, Clive Brook. |
| 1939  | Les Quatre Plumes blanches (The Four Feathers)      | Royaume-Uni | Zoltan Korda                                        | Film avec Ralph Richardson, John Clements (en), C. Aubrey Smith, June Duprez. Considéré par beaucoup comme la meilleure adaptation du roman de Mason. |
| 1955  | Les Quatre Plumes blanches (Storm Over the Nile)    | Royaume-Uni | Terence Young, Zoltan Korda                         | Film avec Anthony Steel, James Robertson Justice, Ian Carmichael, Ronald Lewis, Michael Hordern.                                                      |
| 1977  | Les Quatre Plumes blanches (en) (The Four Feathers) | Royaume-Uni | Don Sharp                                           | Téléfilm avec Robert Powell, Simon Ward, Beau Bridges et Jane Seymour.                                                                                |
| 2002  | Frères du désert (The Four Feathers)                | États-Unis  | Shekhar Kapur                                       | Film avec Heath Ledger, Wes Bentley et Kate Hudson.                                                                                                   |